# Station Andancette
Station Andancette is een spoorwegstation in de Franse gemeente Andancette. Het station is gesloten.